# Dejvid Rozenhan
Dejvid L. Rozenhan (22. novembar 1929 — Džerzi Siti, 6. februar 2012) bio je profesor na Univerzitetu u Stenfordu i jedan od najprestižnijih stručnjaka za psihologiju i pravo. Umro je 6. februara 2012. u Kaliforniji u 82. godini svog života.
Profesor prava i psihologije na Stanfordu još od 1971, Dejvid Rozenhan, bio je jedan od prvih koji su primenili psihološke metode u praksama sudskih postupaka. Bio je autor više od 80 knjiga i naučnih radova, uključujući i jedne od najčitanijih studija iz oblasti psihologije, Biti razuman na mestima za lude (1973). Bio je član udruženja Američke psihologije, bivši predsednik Američkog odbora za forenzičku psihologiju, bivši potpredsednik Instituta za psihološke interakcije, bivši direktor Instituta za mentalno istraživanje i član Kliničkog projekta za istaživačku reviziju u Nacionalnom Institutu za mentalno zdravlje.

## Biografija
Rođen u Džerzi Sitiju, Rozenhan je u mladosti bio student Ješiva Univerziteta i dobio diplomu iz matematike (1951) na istom. Takođe je magistrirao iz ekonomije (1953) i doktorirao iz psihologije (1958) na Univerzitetu Kolumbija.
U vreme kada su pravni naučnici tek počeli da gledaju ekonomiju kao uvid u pravnu analizu, profesor Rozenhan je među prvima ispitao pretpostavke koje pravni stručnjaci prave u sudskom postupku. Oslanjajući se na istraživanje o ponašanju porotnika koje je sprovedeno od strane Pravnog Univerziteta u Čikagu, Profesor Rozenhan je počeo da se fokusira na druge aspekte ponašanja porote. Među njegovim interesima bila je sposobnost porotnika da se pridržava instrukcija sudije da odbace dokaze koje je sudija ranije proglasio neprihvatljivim.
Pre dolaska na Stenford Univerzitet, Dejvid Rozenhan je bio član Vartmur koledža, Prinston Univerziteta, Havrford Koledža i Univerzita Pensilvanije. On je takođe služio kao istraživački psiholog u Servisu za testiranje edukacije. Bio je psiholog Centra Savetovališta na Stivens Institutu tehnologije od 1954. do 1956. Bio je predavač na koledžu Hanter i direktor istraživanja u odeljenju za psihijatriju u gradskoj bolnici u Elmurstu od 1958. do 1960. godine. Bio je asistent profesora za psihologiju i sociologiju na koledžu Havrford od 1960. do 1962. godine, predavač na odeljenju za psihologiju i psihijatriju na Univerzitetu u Pensilvaniji od 1961. do 1964. godine, predavač na katedri za psiholohiju na Univerzitetu Prinston od 1964. do 1968. godine, profesor na katedri za psihologiju i obrazovanje na koledžu Svortmur od 1968. do 1970. godine, gostujući profesor na katedri za psihologiju na Stanford Univerzitetu od 1970. do 1971. godine, gostujući član u centru za socio-pravne studije, gostujući profesor na Vestern Australija, Tel Aviv i Oksford Univerzitetima od 1984. do 1985. godine i gostujući profesor na katedri za psihologiju na Džordžtaun Univerzitetu 1988. godine.
Profesor Pravnog fakulteta na Univerzitetu Stenford Migel A. Mendez, na čiji rad je veliki uticaj imao upravo Rozenhan, rekao je da je njegov kolega odigrao ključnu ulogu u privlačenju studenata u pravnu školu koji su zainteresovani za povezivanje zakona i psihologije. Takođe, bio je poznat i po svojoj velikodušnosti i spremnosti da uvek odvoji vreme da poduči nove, mlade studente.
Kao i Martin Seligman, i Rozenhan je verovao da postoji 7 glavnih osobina abnormalnosti: patnja, mala adaptivnost, živopisna mašta i nekonvencionalnost, nepredvidljivost i gubitak kontrole, iracionalnost i nerazumljivost, neugodnost posmatrača i kršenje moralnih i idealističkih standarda.

## Publikacije
- David L. Rosenhan (1953). Consumer Subsidies as a Counter-cycle Measure.
- David L. Rosenhan; Silvan S. Tomkins (1964). On Preference for Hypnosis and Hypnotizability. Educational Testing Service.
- David L. Rosenhan; Samuel Messick (1964). Affect and Expectation. Educational Testing Service.
- David L. Rosenhan (1966). Double Alternation in Children's Binary Choice Responses. Educational Testing Service.
- David L. Rosenhan (1966). Aloness and Togetherness as Drive Conditions in Children.
- David L. Rosenhan (1968). Some Origins of Concern for Others. Educational Testing Service.
- David L. Rosenhan; William Ross Ashby (1968). Foundations of abnormal psychology. Holt, Rinehart and Winston. ISBN 9780030561603.
- Christopher Peterson; David L. Rosenhan; Lisa M. Bossio; Martin E. P. Seligman (1989). Casebook and Study Guide, Abnormal Psychology. W W Norton & Company Incorporated. ISBN 0393956989.
- David L. Rosenhan (1998). Abnormality-Trans. W. W. Norton, Incorporated. ISBN 0393972402.
- Rosenhan DL (1. 8. 1962). „Naysaying and the California Psychological Inventory”. Journal of Consulting Psychology. 26 (4): 382—383. PMID 14494017. doi:10.1037/h0043264.
- Rosenhan DL (1. 9. 1966). „Effects of social class and race on responsiveness to approval and disapproval”. Journal of Personality and Social Psychology. 4 (3): 253—259. PMID 5969153. doi:10.1037/h0023703.
- Rosenhan DL (1. 10. 1975). „The contextual nature of psychiatric diagnosis”. Journal of Abnormal Psychology. 84 (5): 462—474. PMID 1194507. doi:10.1037/h0077123.

## Literatura
- Rosenhan, D.L. (19. 1. 1973). „On Being Sane in Insane Places”. Science. American Association for the Advancement of Science. 179 (4070): 250—258. Bibcode:1973Sci...179..250R. PMID 4683124. S2CID 15089027. doi:10.1126/science.179.4070.250. Приступљено 12. 8. 2009.

## Spoljašnje veze
- Obituary